# Camp de Mailly
 (février 2013).
 (février 2021).
Si vous disposez d'ouvrages ou d'articles de référence ou si vous connaissez des sites web de qualité traitant du thème abordé ici, merci de compléter l'article en donnant les références utiles à sa vérifiabilité et en les liant à la section « Notes et références ».
Le camp de Mailly est situé à l'est la commune de Mailly-le-Camp, sur les départements de l'Aube et de la Marne.
Ce camp, d'une surface de 12 000 ha, a été créé en 1902. Il abrite le 5e régiment de dragons, régiment interarmes et préfigurateur SCORPION, la Force d'expertise du combat Scorpion (FECS), le Centre d’entraînement et de contrôle des postes de commandement - 3e régiment d'Artillerie (CEPC - 3e RA) ainsi que le Centre d’entraînement au combat-1er bataillon de chasseurs à pied à pied (CENTAC - 1er  BCP), unité chargée d'évaluer la capacité opérationnelle des unités de combat de l'armée française. Au sud du camp, se situe l'usine de destruction d'armes chimiques du programme SECOIA.

## Historique

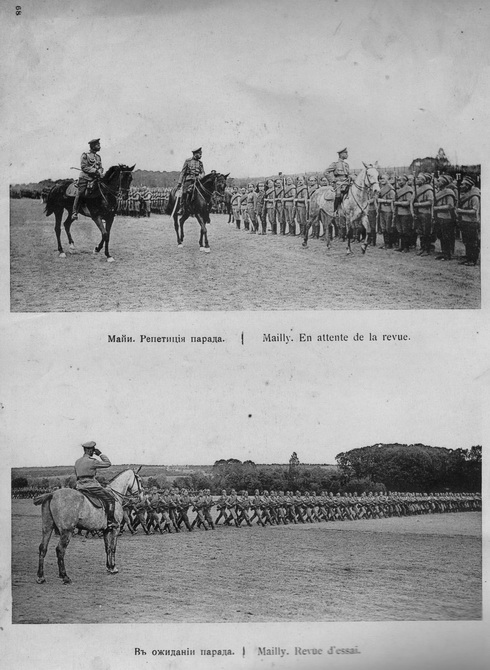
Russes au camp de Mailly lors de la Grande guerre.

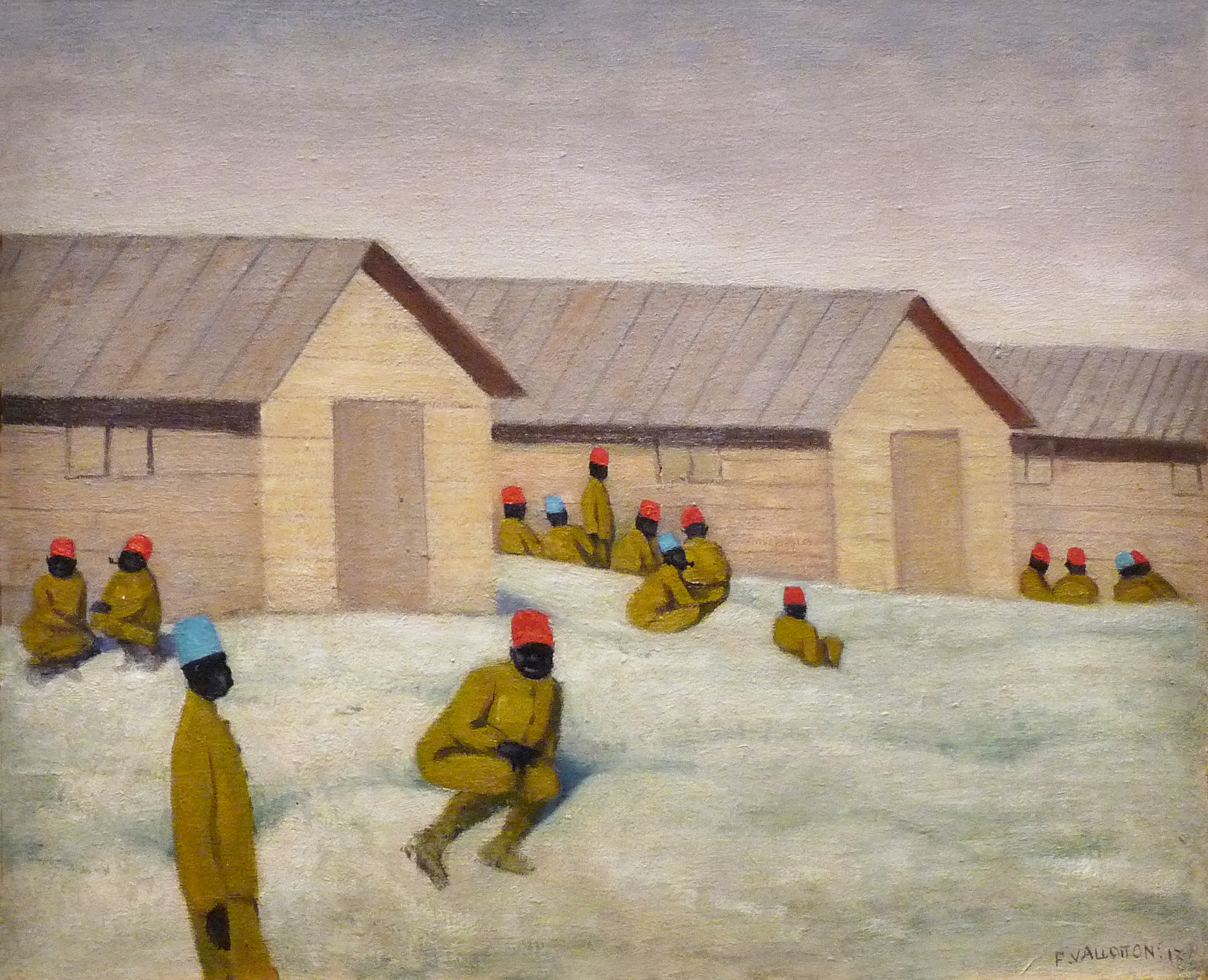
Soldats sénégalais au camp de Mailly tableau de Félix Vallotton, 1917

Le camp a été créé en 1902. Il fut très utilisé lors de la Première Guerre mondiale, en particulier pour équiper et entraîner le corps expéditionnaire russe en France en 1916, le général Maitrot y était commandant d'Armes.
Dans la nuit du 3 au 4 mai 1944, le camp, occupé et utilisé par l'armée allemande, est presque entièrement détruit par un bombardement de la R.A.F à la suite de transmission de renseignements par la Résistance. 
De 1972 à 1993, le camp hébergea le 3e régiment d'artillerie (3e RA), unité nucléaire tactique équipée du missile Pluton.

## Centre d’entraînement au combat

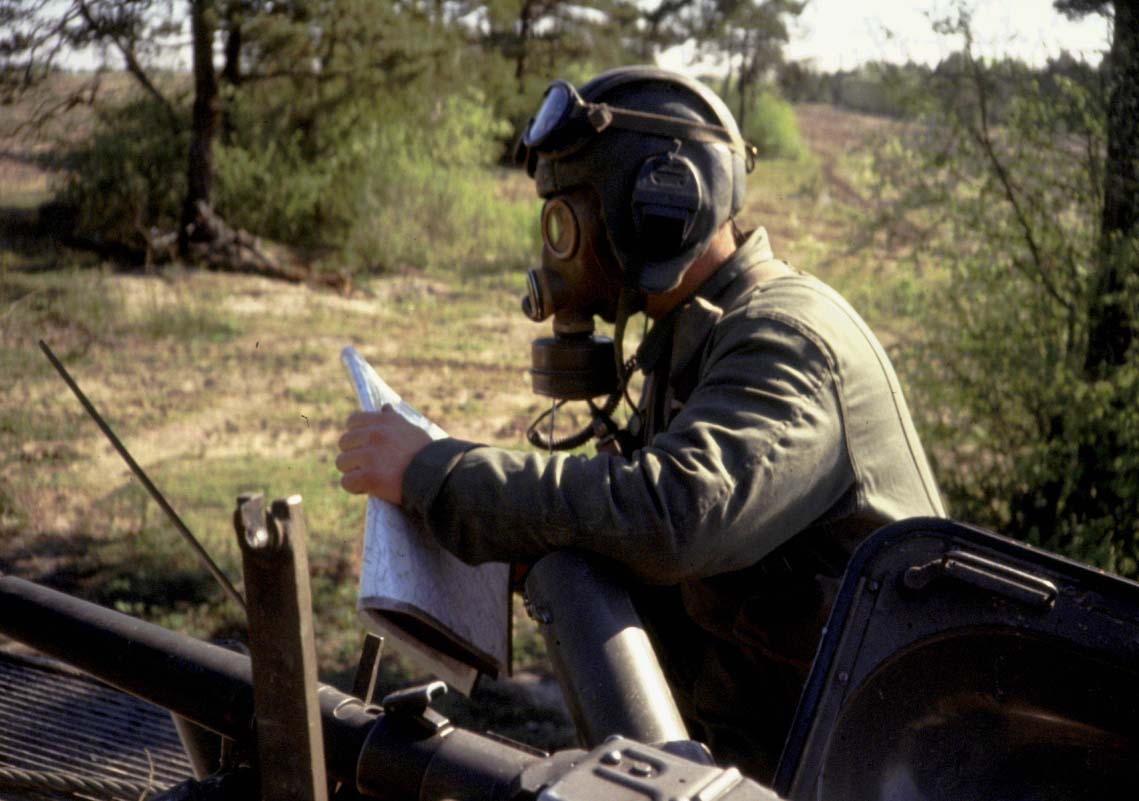
Chef de char de la 3e compagnie du 2e groupe de chasseurs sur son AMX-10P lors d'un exercice NBC dans le camp de Mailly en 1989.

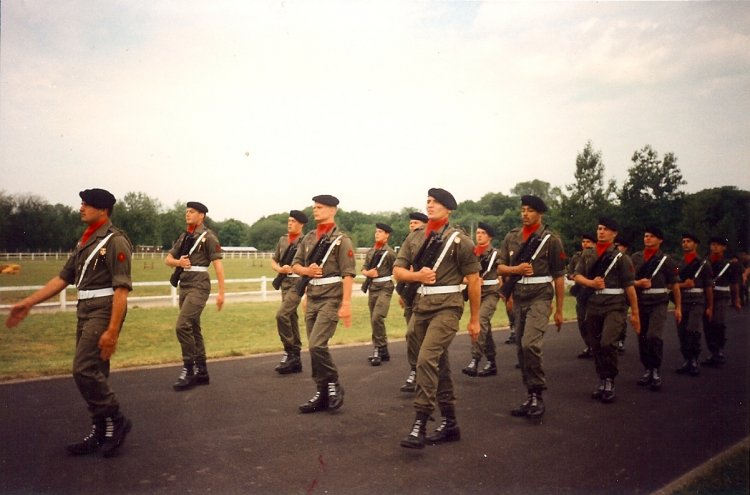
Une batterie du 3e régiment d'artillerie défilant au camp de Mailly en 1989.

Créé en 1996 après trois années d'expérimentation, le Centre d’entraînement au combat est une formation de l'armée de terre dédiée initialement à l'entraînement tactique des compagnies et des escadrons de combat de l'armée de terre articulés en sous-groupements interarmes (SGTIA).
Le concept s'appuie sur la double action, totalement différent de la notion de plastron dans la mesure où la force adverse (FORAD) ne conduit pas son action de manière dirigée par une animation. recevant ses ordres au même titre que les SGTIA contrôlés, elle pense sa manœuvre et conduit sa mission selon sa propre analyse. La force adverse est équipée de simulateurs, reçoit un ordre et essaye de gagner. 
La double action restitue donc parfaitement sur la confrontation des volontés, phénomène classique de la guerre. 
Le chef qui gagne est celui qui réfléchit, comprend, décide et conduit plus vite que son adversaire.
Le centre d'entraînement au combat utilise le camp de manœuvre de Mailly. Le terrain est adapté en permanence (il est modélisé) en fonction du scénario envisagé.
Vingt exercices sont conduits par an, chaque exercice durant deux semaines.
Pendant chaque exercice, ce sont trois sous-groupements tactiques interarmes (unités à base d'infanterie ou de blindés renforcées de génie, d'observateurs d'artillerie et de contrôleur aérien avancés, depuis peu de drones, de guerre électronique, d'équipe cynotechniques, etc.) qui sont simultanément engagés.
Un PC de régiment avec ses moyens de commandement est en général déployé pour jouer le rôle du commandant de bataillon et animer l'action d'ensemble.
Depuis quelques années, l'appui aérien est quasiment systématisé.
Regroupant environ 300 militaires et civils, le centre s'est organisé autour
- d'une force adverse  composée de soldats professionnels issus de toutes les armes et provenant du 5e régiment de dragons, régiment interarmes géolocalisé à Mailly depuis 2016.
- des équipements de simulation installées sur les hommes et les blindés, et qui restituent les effets des armes (le tir mais aussi le fait d'être pris à partie) et le service de l'arme. S'appuyant sur la technologie du laser, cela consiste à restituer d'une part le bon emploi de l'arme (si tu ne vises pas, tu ne fais pas but), d'autre part les effets des tirs (neutralisation du blindé ou du soldat par des sons ou des lumières)
- d'un système d'arbitrage et de contrôle des unités engagées, un suivi d'arbitrage de terrain grâce à des cadres expérimentés.

Ce triptyque est contrôlé depuis un centre de conduite dans lequel une équipe d'analystes décortique les phases de combat et conduit des briefings chaque soir.
Depuis 1996, le CENTAC a connu de nombreuses évolutions dans son organisation, sa subordination et ses missions.
De 1996 à 2006, il était soutenu par le groupement de camp de Mailly/3e régiment d'artillerie, sous les ordres du commandement de préparation des forces (CPF). 
En 2006, le CENTAC connaît de profondes mutations liées à l'extension du périmètre de responsabilité du CPF à tous les camps de champagne, avec l'intégration du CENZUB et du régiment de camp de Mourmelon. 
Une refonte de l’organisation du groupement de camp de Mailly et du CENTAC était indispensable, à la fois dans une logique de réduction des effectifs (notamment des structures de commandement) et dans une logique fonctionnelle dans la mesure où, à l'exception des exercices de PC pilotés par le CEPC, le CENTAC était l'utilisateur principal du terrain de manœuvre et les deux unités de FORAD, bien qu'organiquement subordonnées au groupement de camp, étaient en totalité dédiées aux exercices du CENTAC.
Ainsi en 2006, le GTC était dissous et l'ensemble de son personnel rejoignait le CENTAC. Avec la fusion avec le groupement de camp, le CENTAC prenait une organisation et une dimension régimentaire en regroupant environ 550 militaires et 200 civils de la défense. Le centre était articulé en une compagnie de commandement et de logistique (regroupant le PC, le bureau entraînement et le bureau simulation, le bureau instruction-camp, le BML), une compagnie d'administration et des services (comprenant notamment la DRH et la DAF), enfin les deux compagnies de FORAD.
S'agissant de la FORAD, chaque compagnie avait une structure différente permettant de mettre sur pied deux SGTIA : la 1ère compagnie comprenait deux pelotons de chars, une section d'infanterie mécanisée, une section du génie ; la deuxième compagnie comprenant deux autres pelotons de chars, une section d'infanterie et deux équipes d'observateurs d'artillerie.
Parallèlement, le CEMAT souhaitant associer le plus grand nombre d'unités de l'armée de terre à des traditions , a autorisé l'attribution de la garde d'emblèmes aux centres d'entraînement qui n'en étaient pas dotés.
Le régiment de camp de Mourmelon, historiquement lié au 51e RI se vit confirmer l'appellation RCM/51e RI. De même, le CENZUB nouvellement créé retrouvait les traditions de son régiment historique , le 94e RI, pour devenir le CENZUB/94e RI. A Mailly, le 19 juin 2006, le CEPC alors reprenait les traditions du 3e RA abandonnées par le groupement de camp dissous. quant au CENTAC, il recevait le même jour la garde de l'étendard du 4e régiment de dragons (4e RD). Il devait le conserver jusqu'en juin 2009, pour recevoir ensuite la garde du 5e régiment de dragons (5e RD).
En 2009-2010, le CENTAC/5e RD se séparait de sa compagnie d’administration et des services qui rejoignait lea BdD de Mourmelon. il conservait son organisation à trois unités jusqu'en 2016, date à laquelle, le 5e RD était recrée à Mailly avec le transfert des deux compagnies de FORAD. le CENTAC revenait à sa structure d'avant 2006.
Depuis le 1er juillet 2016, il est renommé CENTAC - 1er bataillon de chasseurs et en prend le fanion ainsi que les attributs et traditions .
Le 1er janvier 2019, il est renommé CENTAC - 1er bataillon de chasseurs à pied, gardien des traditions de ce dernier.
Depuis avril 2023, le CENTAC est équipé d'un poste de commandement Dédale, c'est un PC de niveau brigade semi-enterré qui est végétalisé.
Sa mission est d'entraîner les sous-groupements tactiques interarmes aux fondamentaux du combat interarmes haute intensité afin de leur permettre d'atteindre un niveau opérationnel adapté aux combats contemporains au plus près de la réalité des combats. 
Cette période d'entraînement,  d'une durée de deux semaines se décompose en trois périodes: la préparation matériel et tactique, suivi d'un exercice de 96 heures et une exploitation pédagogique couplée au démontage de l'exercice. 
Cette mission de contrôle consiste à apprécier, de manière chiffrée, la maîtrise des techniques et combat et des méthodes de réflexion et de commandement, sanctionné sous forme de notation. 
Le CENTAC - 1er BCP complète sa mission première par un ensemble de missions complémentaires participant à la préparation opérationnelle des unités : 
- tirs à toutes les armes sur les différents champs de tir du camp ;
- accueil et hébergement des troupes en manœuvre ;
- participation au partenariat au profit des écoles ;
- mise à disposition de l'espace de manœuvre sous réserve de disponibilité.